# レディプレジデント〜大物
レディプレジデント（原題：대물）は、SBSにて2010年9月10日から11月13日まで放送されたテレビドラマ。全24話。

## あらすじ
アナウンサー採用試験へ向かっていたソ・ヘリムはハ・ドヤと知り合う。不良少年だったハ・ドヤは父親が地元の政治家に馬鹿にされている様子を見て、検事を目指そうと決意する。
ソ・ヘリムの夫がアフガニスタンで殺害され、その時の韓国政府の対応に怒り心頭に発して、当時担当していた番組内で政府を批判したという理由で放送局を解雇されてしまう。その後、地元で蚊が大量発生した。環境を守る為にソ・ヘリムは地元住民と共に開発に反対する運動を始める。与党民友党の議員カン・テサンによって国会の選挙に出馬する様強く勧められ、散々考えた末に出馬する決意をする。
国会議員にはなったが全てが決められた通りに進められる事に窮屈さを感じたソ・ヘリムは議員を辞職する意志を固め、その次にはナム道の知事選挙に出馬する。当選後に道庁職員の心を掴んで財政立て直しに成功するが、選挙中の行動が問題視され、ソ・ヘリムは知事辞職に追い遣られる。
ハ・ドヤ検事はチョ・ベホ代表の政治資金の出所を調査し始めるが、手がかりが掴めず苛立ちを強めていた。そうした中、ハ・ドヤの父親でコムタン店を経営しているハ・ボンドが何者かによって殺害される。
ソ・ヘリムが大統領に就任した直後に韓米首脳会談がワシントンで行われたが、中国の領海内で韓国の潜水艦が事故を起こし、両国間で外交問題となった。急遽北京を訪問したソ・ヘリム大統領は解決の為に中国の国家主席に頭を下げ、この事が韓国内では中国に屈服したと受け止められ、大統領はカン・テサンによって弾劾を請求されてしまう。

## 登場人物
ソ・ヘリム
演 - コ・ヒョンジョン
国会議員やナム道の知事を経て大韓民国大統領に就任。
ハ・ドヤ
演 - クォン・サンウ
元不良の検事。ソ・ヘリムの同郷の後輩に当たる。
カン・テサン
演 - チャ・インピョ
民友党所属の国会議員で後の党代表。ソ・ヘリムの素質を見抜いて政界に入る事を勧めるが、大統領選挙には敗北する。
チャン・セジン
演 - イ・スギョン
ヘリテージクラブのギャラリーを任されるが、チョ・ベホ代表の隠し子であった。
ペク・スンミン
演 - イ・スンジェ
現職の大韓民国大統領。
チョ・ベホ
演 - パク・クニョン
民友党であり、政界の実力者として恐れられていたが、カン・テサンによって党から追い出される。
オ・ジェボン
演 - キム・イル
民友党所属の国会議員でチョ・ベホ代表の右腕だったが、後に裏切りカン・テサンに接近する。
キム・ミョンファン
演 - チェ・イルファ
サンホグループの会長。政界に多額の献金をしており、ハ・ドヤ検事に捜査される。
コン・ソンジョ
演 - イ・ジェヨン
ナムソン支庁長でハ・ドヤ検事の上司。暖かい人柄でいつもハ・ドヤ検事を心配している。

## 韓国国外での放送

### 日本
スカパー系チャンネルのDATVにて、2011年8月に第1話、第2話が先行放送された後、民放局フジテレビの関東ローカル枠（韓流α）にて同年9月5日から放送された。DATVでは日本版DVDと同じく、韓国国内版の24話にいくつかのシーンを追加し、編集した30話のバージョンが放送された。
日本語吹替
- ソ・ヘリム：岡寛恵[2]
- ハ・ドヤ：真殿光昭[2]
- カン・テサン：小山力也[2]
- チャン・セジン：櫻井智[2]